# اسماعیل جلالی
اسماعیل جلالی سیاست‌مدار ایرانی بود، که در  دوره بیست و سوم  بعنوان نماینده نهاوند در مجلس شورای ملی حضور داشت.